# سیمون آوراموف
سیمون آوراموف (۱۶۹۶– ۱۷۳۵) دیپلمات امپراتوری روسیه بود.
در سال ۱۷۱۶، ولینسکی سفیر روسیه که از آستاراخان به ایران رفت. ولینسکی که از مترجم "احمق و مست" خود ناراضی بود، آوراموف را که به زبان فارسی مسلط بود با خود برد. در جریان مذاکرات با بزرگان ایرانی، آوراموف نشان داد که در به دست آوردن اطلاعات لازم دقت، معاشرت و مهارت دارد، به همین دلیل بود که ولینسکی هنگام ترک اصفهان در سپتامبر ۱۷۱۷ او را در اصفهان پایتخت ایران گذاشت. وظایف آوراموف شامل جمع آوری اطلاعات مربوط به تجارت و مراقبت از بازرگانان بود. آوراموف همچنین پتر یکم را از تمام رویدادهایی که در ایران می‌گذرد مطلع کرد. در اوایل سال ۱۷۱۸ به روسیه بازگشت، اما پتر دوباره او را به عنوان کنسول به اصفهان فرستاد. آوراموف به همراه باسکاکوف که به کنسولی شماخی منصوب شده بود کنسولی را در آنجا تأسیس کردند تا متوجه بشوند که «تعداد تجار و روستاییان آن ولایات چقدر است و منبع ثروت آنها چیست و چه سودی دارند و شاه سالانه چه درآمدی از آنها می گیرد؟» در اکتبر ۱۷۲۱ آوراموف وارد گیلان شد و در آغاز سال ۱۷۲۲ به قزوین رفت. در ۱۹ ژوئن ۱۷۲۲، پتر در حالی که برای لشکرکشی به ایران آماده می‌شد، به آستاراخان رسید و از آنجا دستوراتی را برای آوراموف فرستاد که طبق آن باید به شاه سلطان حسین توضیح دهد که ارتش روسیه قصد جنگ با ایران را ندارد. بلکه برای ریشه کن کردن شورشیانی که به ما توهین کرده بودند است و به ایران در بیرون راندن شورشیان به این شرط کمک می‌شود که روسیه برخی از ولایت‌های کنار دریای خزر را تحویل دهد. اما در نیمه راه، آوراموف متوجه شد که محمود افغان، رهبر شورشیان افغان‌ اصفهان را محاصره کرده است و موفق به دیدار شاه نشد. آوراموف پیشنهاد پتر را برای اتحاد به تهماسب پسر شاه که در قزوین ساکن شده بود ابلاغ کرد، اما او ریسک نکرد که از تهماسب بخواهد ولایت‌های کنار دریای خزر را واگذار کند. در دسامبر ۱۷۲۲، سربازان سرهنگ شیپوف با کشتی به استان گیلان رسیدند. آوراموف، محمدعلی بیگ حاکم گیلان را متقاعد کرد که به نیروهای روسی اجازه ورود به مرکز استان رشت را بدهد. در فوریه ۱۷۲۳ محمدعلی بیگ و خان‌های همسایه به شیپوف اعلام کردند که دیگر نمی‌توانند حضور او را با ارتشش در سرزمین خود تحمل کنند. در این هنگام اسماعیل بیگ که توسط شاه تهماسب دوم در رأس سفارت ایران به سنت پترزبورگ فرستاده شده بود، وارد رشت شد. شاه تهماسب چون باخبر شد روس‌ها دربند را اشغال کرده‌اند، پیکی را برای بازگرداندن سفیر به رشت فرستاد. با تلاش آوراموف، سفیر به روسیه فرستاده شد و خود آوراموف به سنت پترزبورگ رفت. در ماه مه ۱۷۲۳، او از اوضاع ایران به پتر گزارش داد و نمونه‌هایی از کالاهای ایرانی آورد که پیتر را مورد علاقه خود قرار داد. در ۱۲ سپتامبر ۱۷۲۳، اسماعیل بیگ و پتر معاهده‌ای امضا کردند که بر اساس آن امپراتور متعهد شد که شاه را به سلطنت بازگرداند، اما در ازای این کمک، روسیه شهرهای دربند، بادکوبه با تمام زمین‌ها و مکان‌های متعلق به آنها در امتداد دریای خزر و نیز استان‌های گیلان، مازندران و استرآباد را تصرف خواهد کرد. در ۱۶ سپتامبر، آوراموف و بوریس مچرسکی به ایران رفتند تا به دنبال تصویب معاهده باشند. در طول راه، آن‌ها مورد حمله گروهی قرار گرفتند اما به آن‌ها آسیبی نرسید. مذاکرات با شاه تهماسب به شکست انجامید.
در ۵ نوامبر ۱۷۲۵، وزرای امپراتور کاترین یکم به آوراموف دستور دادند که برای تصویب معاهده دوباره پیش شاه تهماسب رود و در صورت امتناع به او یادآوری کند که امپراتوری روسیه می‌تواند تشکیل حکومت دیگری در ایران را در نظر بگیرد. آوراموف از مه ۱۷۲۶ تا ژانویه ۱۷۲۹ در مقر شاه سپری کرد. آوراموف وکالتنامه شاه را به دست آورد و او را "سیمون من" نامید و او را مسئول تولید کننده "ودکاهای مختلف" و عرضه کننده مشروبات الکلی در دربار منصوب کرد. در تابستان ۱۷۲۸، آوراموف موفق شد شاه تهماسب را متقاعد کند که معاهده ۱۷۲۳ را تصویب کند. نامه مربوطه به فرمانده گیلان، لواشوف ارسال شد، اما قاصدها در استرآباد بازداشت شدندǃ هنگامی که سپاهیان سردار نادر تهران و قزوین را از چنگ مهاجمان افغان آزاد کردند، آوراموف در ژانویه ۱۷۲۹ به همراه سفیر ایران به رشت رفت. در سال ۱۷۳۰ با اعلام سلطنت آنا ایوناوا بار دیگر به ایران اعزام شد. در همین حال، دولت روسیه به این درک رسید که حفظ استان های دریای خزر برای روسیه دشوار است. در سال ۱۷۳۱ شاه تهماسب جنگی را علیه عثمانی آغاز کرد که روسیه نیز قرار بود با آن‌ها بجنگد، بنابراین باید امتیازاتی به ایران داده می‌شد. در ژانویه ۱۷۳۲، قراردادی منعقد شد و نیروهای روس شروع به ترک گیلان کردند. قبل از رفتن، لواشوف بار دیگر آوراموف را به اصفهان فرستاد تا نادر را که در آن زمان قدرت کامل در ایران داشت، تشویق کند تا جنگ با عثمانی را ادامه دهد. در ژانویه ۱۷۳۴ سرگی دمیتریوویچ گولیتسین سفیر جدید در ایران از آوراموف خواست تا نادر را به هر قیمتی که شده از صلح با عثمانی باز دارد. اندکی پس از آن آوراموف درگذشت.